# Hinds County
Hinds County er et county i den amerikanske delstat Mississippi. Det samlede areal er 2 272 km², hvoraf 2 251 km² er land.
Administrationen af Hinds County er henlagt til byerne Jackson og Raymond.
32°16′N 90°26′V / 32.26°N 90.44°V